# Regione di Sangre Grande
La regione di Sangre Grande () è una regione di Trinidad e Tobago. Il capoluogo è Sangre Grande. 
Include i centri abitati di Guaico, Sangre Grande, Toco e Valencia.